# Saes Getters
SAES Getters S.p.A est une société anonyme italienne, constituée en 1940. C’est la société mère du groupe industriel SAES, dont l’activité principale est représentée par la production de composants et de systèmes fabriqués avec des matériaux avancés brevetés par celle-ci et utilisés dans différentes applications industrielles et médicales.

## Histoire

### Années 1940 et 1950

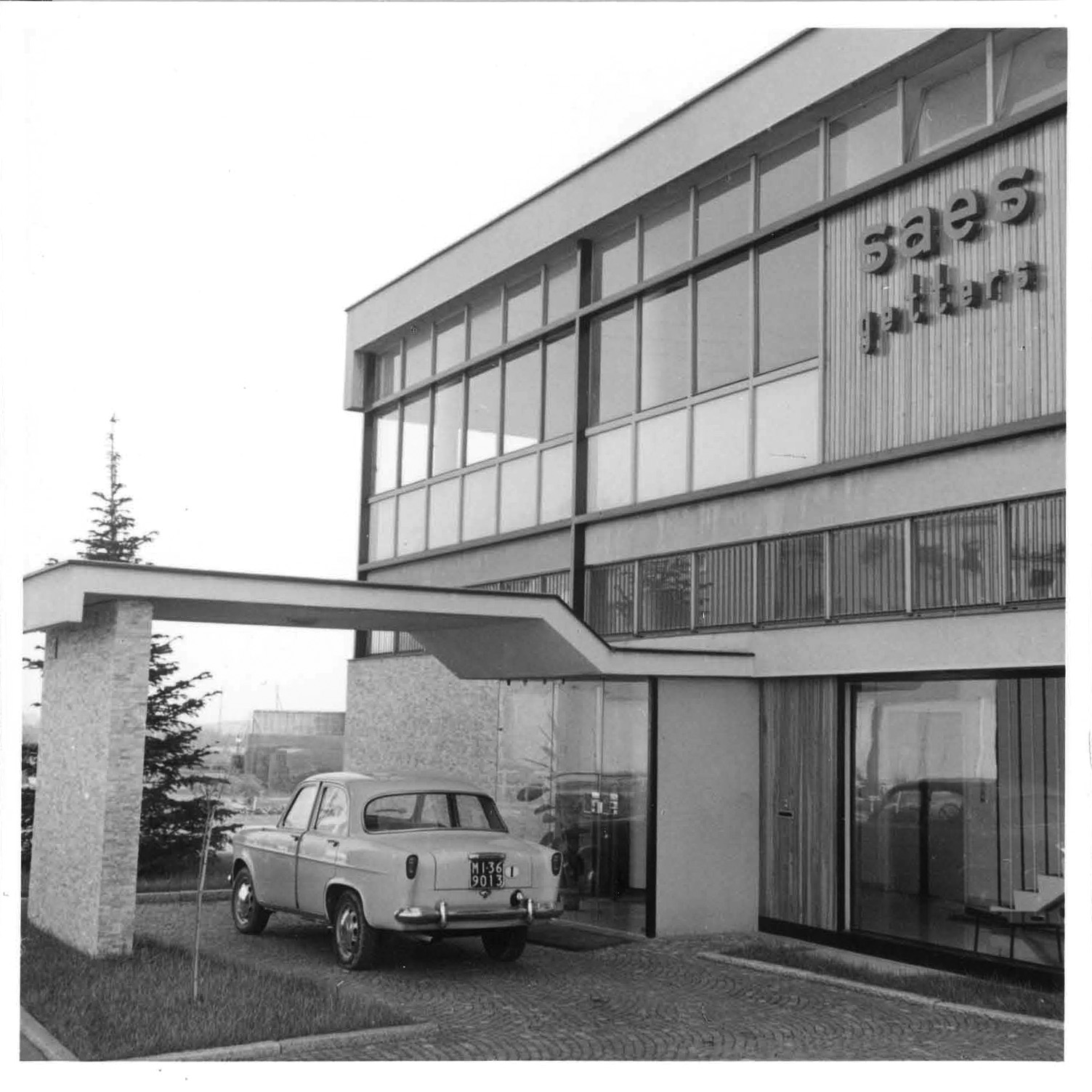
Siège historique de S.A.E.S à Milan.

En 1940, la société S.A.E.S. (Società Apparecchi Elettrici e Scientifici) est créée à Florence sur l’initiative d’Ernesto Gabbrielli, ingénieur originaire de Montecatini Terme, et de deux autres actionnaires. L’idée de la fondation de la société provient de la découverte par ce même Gabbrielli, d’une nouvelle méthode de réalisation des getters (sorbeurs), avec de petits couvercles en nickel afin de protéger les matières plastiques de baryum pour empêcher les phénomènes d'oxydation.
Au départ, l’activité principale de S.A.E.S. consiste en la fabrication de pointeuses et d’un alliage baryum-magnésium-aluminium. Elle transfère après quelques années son siège à Milan et se lance dans la fabrication de radiateurs à résistance électrique.
En 1946, les familles Della Porta et Canale entrent dans l’actionnariat et Paolo della Porta arrive en 1949 dans la société pour en prendre ensuite la direction en 1952. Commence alors une période de grandes innovations soutenues par le Laboratoire de Recherche et de Développement, dont l’invention notable des getters en alliage baryum-aluminium et en anneau. La société s’ouvre au marché européen et nomme ses premiers représentants en France, Allemagne et Angleterre. 
S.A.E.S. continue à investir dans le domaine de la recherche scientifique au cours d'une période de grands changements dans le secteur de l’électronique, caractérisée par la large diffusion des transistors aux dépens des soupapes thermoioniques destinées à la réception et à la transmission de la radio et de la télévision. En 1957, S.A.E.S. dépose le brevet du getter pour les tubes cathodiques des téléviseurs – d’abord en noir et blanc puis en couleurs – ce qui représente le point de départ de la production à échelle industrielle.

### Années 1960 et 1970
Cette période est caractérisée par des consolidations au niveau de l’actionnariat, des innovations et des succès commerciaux également à l’international. S.A.E.S. ouvre en outre son premier établissement de production de masse.
À l’occasion du « 3e symposium sur les gaz résiduels », organisé à Rome en 1967, S.A.E.S. présente une nouvelle configuration de getters, constitués d’une bande métallique recouverte d’alliage St 101, un mélange de zirconium et d’aluminium. Cette évolution technologique permet à la société de réaliser de nouveaux produits comme les getters non évaporables (NEG) et les pompes getter. Les pompes getter non-évaporables sont des dispositifs qui ont les mêmes finalités que les getters au baryum mais n’exigent pas de processus d’évaporation : elles ont de très importantes capacités d'absorption et sont toujours utilisées de nos jours, sous des formes plus évoluées, dans les applications nécessitant un vide poussé ou très poussé.
Exploitant ses compétences technologiques dans le domaine métallurgique, au cours de ces deux décennies S.A.E.S. développe de nouveaux alliages (comme l’alliage St 707 en zirconium, vanadium et fer) et participe à des projets sur le module catalytique et les purificateurs de gaz nobles. 
Le processus d’internationalisation se poursuit avec la création de filiales ayant des responsabilités commerciales en Angleterre (1966), aux États-Unis (1969), au Canada (1969) et au Japon (1973). D’autres bureaux de représentation commerciale sont ouverts en France (1978) et en Allemagne (1979). En 1977, SAES Getters USA Inc. voit le jour à Colorado Springs: il s’agit de la première filiale étrangère ayant une activité de production pour répondre à la demande toujours croissante de getters poreux non-évaporables de la part de l’industrie militaire américaine.
S.A.E.S. continue à se développer grâce au lancement progressif de nouveaux produits et à l’agrandissement de sa structure de production, aussi bien grâce à l’ouverture de nouveaux établissements qu’avec l’acquisition d’autres sociétés. En 1978, elle emploie 300 personnes, redéfinit la structure de l'actionnariat et change sa raison sociale, de S.A.E.S. en SAES Getters. 

### Années 1980

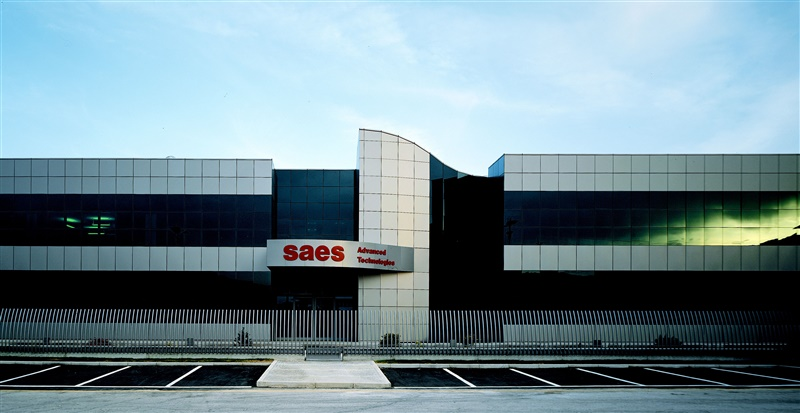
Siège de SAES Advanced Technologies à Avezzano, Italy

En 1982, SAES Getters s’installe à Nankin, en Chine, avec l’ouverture d’un établissement de production de getters au baryum dont les installations sont directement fournies par la société.
Au cours de cette période, l'objectif est l'intégration verticale de la production (soit la gestion en interne de tous les processus), qui deviendra l’un des points forts du groupe au fil des ans. C'est dans cette optique que sont créées en 1984, à Avezzano (Italie) : SAES Metallurgia, pour la production du baryum et de l’alliage baryum-aluminium ; SAES Engineering, pour la réalisation des instruments et dispositifs nécessaires au travail métallurgique des alliages ; et SAES Gemedis, pour la production de Gemedis (Getter Mercury Dispenser), c’est-à-dire d’alliages contenant du mercure. Au cours des années 1990, les trois sociétés fusionneront pour devenir SAES Advanced Technologies S.p.A., en ajoutant à leur portefeuille de nombreux autres articles et dispositifs toujours utilisés dans des applications high-tech nécessitant du vide ou du vide très poussé.
Au milieu des années 1980, SAES Getters finalise deux importantes acquisitions aux États-Unis dans le domaine des getters au baryum pour tubes cathodiques et crée Getters Corporation of America. 
En 1986, SAES Getters est cotée en Bourse, et les ressources financières obtenues lui permettent de poursuivre sa politique d’acquisitions, dont le rachat notable, vers la fin de la décennie, de la société californienne Cryolab Inc., ensuite renommée SAES Pure Gas Inc., où sont toujours développés et produits des purificateurs de gaz, principalement pour l’industrie des semi-conducteurs.
En 1989, Massimo della Porta, fils de Paolo, commence à travailler chez SAES Metallurgia. Au cours des années, Massimo occupera des fonctions toujours plus importantes, pour finir président de SAES Getters en 2009. 

### Années 1990
Au début des années 1990, toute l’activité du groupe peut être classée en trois secteurs: getters au baryum pour l’industrie des téléviseurs ; getters non-évaporables et distributeurs pour les applications industrielles et scientifiques ; purificateurs et analyseurs de gaz pour l’industrie des semi-conducteurs. Durant ces années, des sociétés de production sont constituées en Corée et en Chine et des sociétés commerciales voient le jour à Singapour et à Taïwan. 
En 1996, un nouvel établissement est inauguré à Lainate (Italie) afin de répondre aux nouveaux besoins de l’entreprise dans les domaines de la production et de la recherche. La même année, SAES Getters devient la première société italienne cotée au Nasdaq, le plus important marché des actions américain pour les sociétés de haute technologie (où la société est restée jusqu’en 2003, année où elle demandera sa radiation).
Au cours de la seconde partie des années 1990, avec le renouvellement des technologies dans le domaine des téléviseurs, ayant deviné l'importance des nouveaux développements en cours sur le marché, SAES Getters élargit son domaine de production et se concentre sur les technologies répandues dans le secteur des écrans plats, plus particulièrement sur les distributeurs de mercure pour les ampoules de rétroéclairage pour les LCD (Liquid Crystal Display, écran à cristaux liquides), pour les écrans d’ordinateur et les téléviseurs.

### Années 2000
En 2001, Paolo della Porta est nommé « Entrepreneur de l’année » par Ernst & Young, une récompense qui consolide l’image de la société au niveau mondial.
Globalement, cette décennie marque un changement notable pour l’ensemble de la société. En effet, toute la structure est réorganisée avec de nouvelles acquisitions et la politique de l'entreprise évolue significativement : axée sur l'innovation et la diversification, elle vise à développer toujours plus le portefeuille technologique relatif aux matériaux avancés. Cette stratégie amène SAES Getters à se spécialiser dans la réalisation de composants et de systèmes pour des applications industrielles et médicales high-tech, permettant à la société de sortir indemne de l’effondrement de certains marchés de référence comme, par exemple, celui des getters au baryum pour l’industrie des téléviseurs ou du rétroéclairage pour les écrans LCD. En outre, la société développe au cours de cette période des technologies et des processus très innovants relatifs au dépôt de getter sur des plaquettes de silicium pour lesdits MEMS (Micro Electro-Mechanical Systems), dispositifs miniaturisés destinés à différentes applications comme des capteurs et des gyroscopes.
La société fait son entrée sur le secteur des alliages à mémoire de forme (AMF-SMA, Shape Memory Alloys) en devenant un point de référence du secteur et le premier producteur de dispositifs et de matériels AMF pour une utilisation dans un environnement industriel. En effet, SAES fait l’acquisition de la société Memory Metalle GmbH (renommée Memry GmbH en 2010), entreprise allemande possédant des compétences métallurgiques et d’application relatives aux AMF dans le domaine médical. SAES achète également deux sociétés aux États-Unis : la Memry Corporation, spécialisée dans la production de dispositifs AMF à usage médical, et la branche d’entreprise de la Special Metal Corporation dont l’activité concerne la production de NiTiNol (renommée SAES Smart Materials). NiTiNol est le nom commercial des alliages à mémoire de forme utilisés dans le domaine médical et le groupe SAES est l'un des principaux fournisseurs de ce matériau à l’échelle mondiale. SAES lance par la suite la production en Italie de fils et ressorts AMF pour une application dans le domaine industriel, production désormais concentrée dans son établissement de Lainate.
Dans ce contexte, en 2012, SAES Getters constitue en Allemagne la joint-venture paritaire Actuator Solutions GmbH, avec la société allemande Alfmeier, afin d’accroître sa compétitivité au niveau mondial dans les domaines du développement, de la production et de la commercialisation d'actionneurs à base de fils AMF. En 2014, la joint-venture a gagné le « German Innovation Award » dans la catégorie moyennes entreprises.
Le groupe renforce aussi sa présence dans le domaine de la purification avec l’acquisition d’une branche de l’entreprise Power & Energy (Ivyland, Pennsylvanie, États-Unis), avec l’objectif de développer sa production de purificateurs à membrane de palladium. 
En même temps, le secteur Recherche et Innovation de la société développe des technologies hybrides innovantes, qui intègrent des getters dans des matrices polymériques en se focalisant au départ sur le développement d'absorbeurs distributeurs pour des applications de l'électronique organique, plus particulièrement des écrans et des sources de lumière à LED (Organic Light Emitting Diodes). À partir de 2013, des développements supplémentaires de la plateforme polymérique technologique ont permis au groupe de réaliser de nouveaux matériaux composites polymériques fonctionnels, possédant des propriétés d’interaction avec les gaz et des fonctionnalités optiques, mécaniques et de modification des surfaces en fonction des demandes et des applications concernées, parmi lesquelles les dispositifs médicaux implantables, les emballages alimentaires et le domaine du stockage de l'énergie (batteries au lithium et super-condensateurs).
En 2010, la société ETC a été créée, résultat d'une collaboration entre CNR et SAES Getters (actionnaire majoritaire). Un programme innovant de recherche appliquée pour le développement de la technologie OLET (Transistor Électroluminescent - Organic Light Emitting Transistor) a été lancé chez ETC.